# Niyodogawa (Kōchi)
Niyodogawa (仁淀川町 Niyodogawa-chō?) es un pueblo localizado en la prefectura de Kōchi, Japón. En junio de 2019 tenía una población estimada de 4.858 habitantes y una densidad de población de 14,6 personas por km². Su área total es de 333,00 km².

## Geografía

### Localidades circundantes
- Prefectura de Kōchi
  - Ino
  - Ochi
  - Tsuno
- Prefectura de Ehime
  - Kumakōgen

## Demografía
Según los datos del censo japonés, esta es la población de Niyodogawa en los últimos años.
| 1995  | 2000  | 2005  | 2010  | 2015  |
| ----- | ----- | ----- | ----- | ----- |
| 8.919 | 8.189 | 7.347 | 6.500 | 5.551 |